# Everyday I Love You Less and Less
"Everyday I Love You Less and Less" é uma canção da banda britânica de rock Kaiser Chiefs, lançada como o terceiro single de seu álbum de 2005, Employment. Esta foi a segunda canção do grupo a alcançar o Top 10 das paradas de sucesso no Reino Unido.

## Faixais
- 7" (edição limitada):

1. "Everyday I Love You Less and Less" (Mark "Spike" Stent Remix)
2. "The Letter Song"

- CD:

1. "Everyday I Love You Less and Less" (Mark "Spike" Stent Remix)
2. "Another Number" (The Cribs cover)

- Maxi-CD:

1. "Everyday I Love You Less and Less" (Mark "Spike" Stent Remix)
2. "Seventeen Cups"
3. "Not Surprised"
4. "Everyday I Love You Less and Less" (Video)

## Tabelas
| Paradas (2005)                 | Melhor posição |
| ------------------------------ | -------------- |
| Países Baixos (Single Top 100) | 52             |
| Reino Unido (UK Singles Chart) | 10             |